# Гаретсон (Јужна Дакота)
Гаретсон (енгл. Garretson) град је у америчкој савезној држави Јужна Дакота.

## Демографија
По попису из 2010. године број становника је 1.166, што је 1 (0,1%) становника више него 2000. године.
| Група             | 2000.         | 2010.         |
| Белци             | 1.136 (97,5%) | 1.145 (98,2%) |
| Афроамериканци    | 3 (0,3%)      | 3 (0,3%)      |
| Азијати           | 1 (0,1%)      | 0 (0,0%)      |
| Хиспаноамериканци | 6 (0,5%)      | 3 (0,3%)      |
| Укупно            | 1.165         | 1.166         |